# Acequia de Mestalla

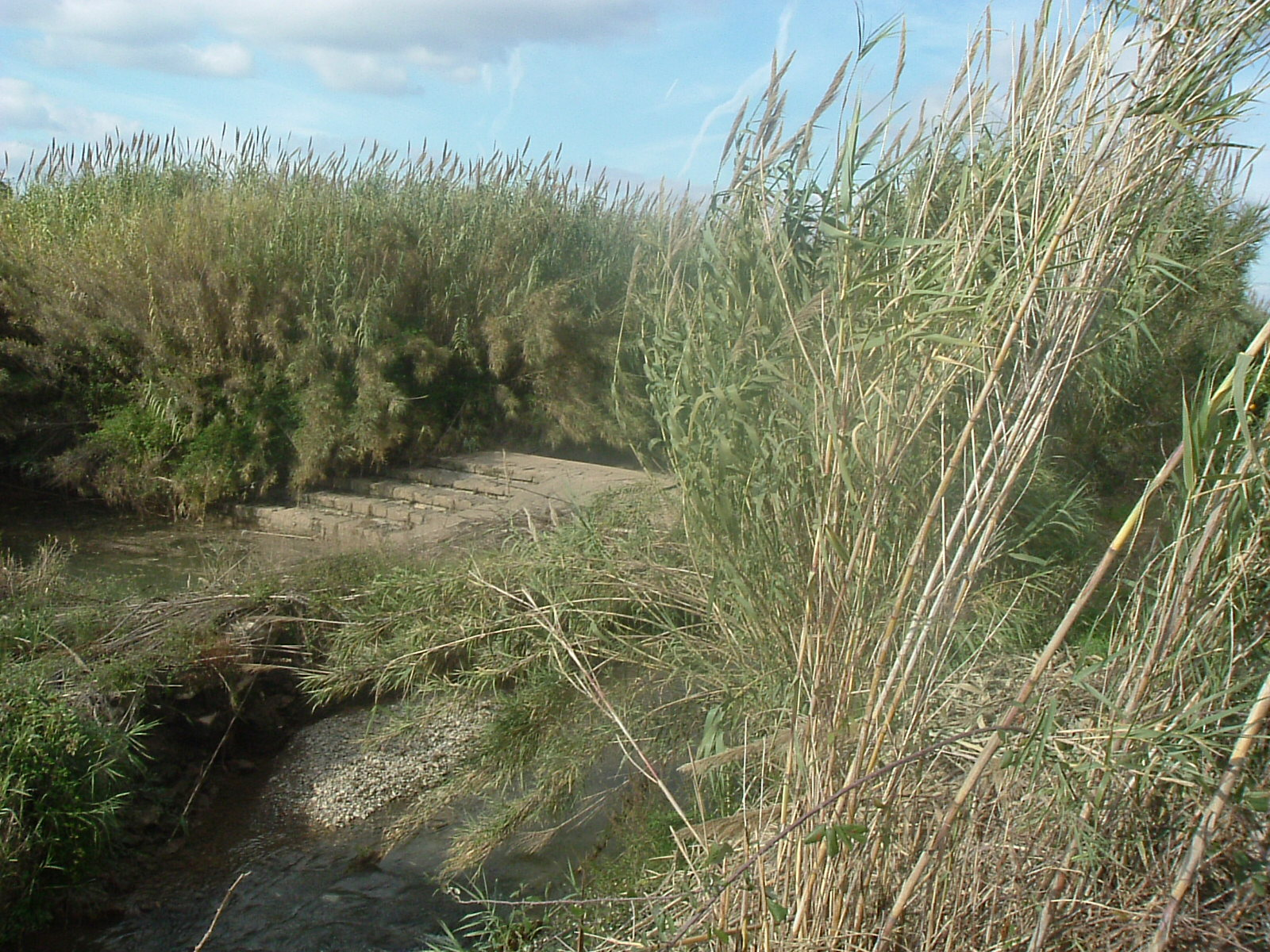
Azud de la acequia de Mestalla

La Acequia de Mestalla es una de las ocho acequias de la Vega de Valencia que están bajo la jurisdicción del Tribunal de las Aguas de la ciudad de Valencia (España). 
El origen de su construcción data de la época musulmana en la que el los musulmanes estuvieron presentes en la ciudad de Valencia desde el año 711 hasta el 1238. 
Nace en el Azud de Mestalla, una antigua presa en el lecho del río Turia que hoy se encuentra dentro del parque natural del Turia y situado entre los términos municipales de Manises al sur y de Paterna al norte. Sus múltiples ramales desembocan en el mar Mediterráneo, entre los antiguos Poblados Marítimos del Cabañal-Cañamelar y de la Malvarrosa, ambos en la ciudad de Valencia.
Regaba las huertas y campos en el margen izquierdo del antiguo cauce del río, que corresponde con partes de la zona norte y toda la actual zona este de la ciudad, en concreto con la parte de la antigua huerta más cercana al cauce del río, hasta llegar a los Poblados Marítimos y al límite con la población de Alboraya por la acequia de Vera. 
En la actualidad su superficie regable es muy reducida por el gran avance urbanizador de la ciudad.

## Trazado: inicio

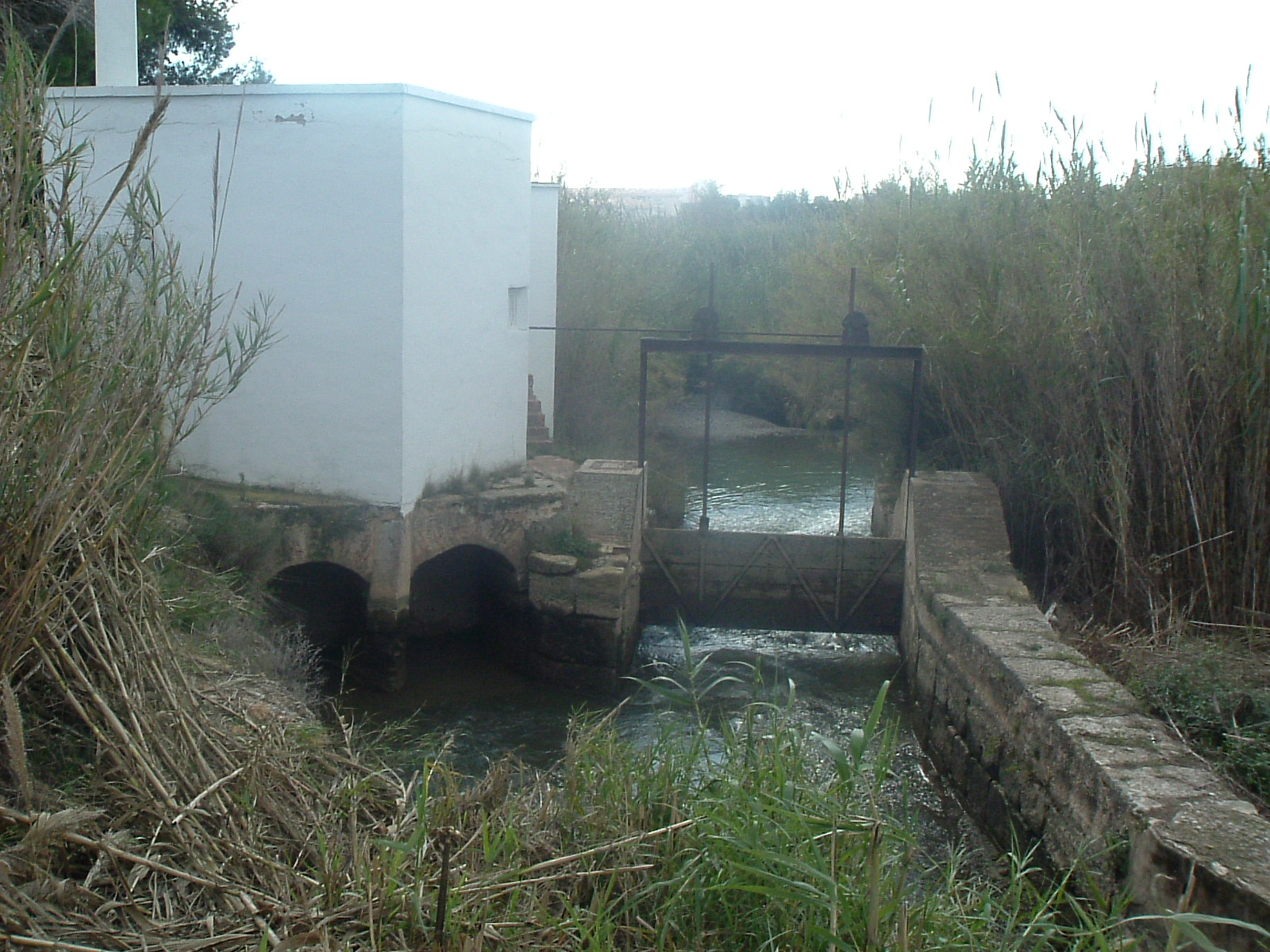
Toma de la acequia de Mestalla y retorno al río Turia

El cauce de la acequia nace en el Azud de Mestalla, en el margen izquierdo del río Turia que pertenece al término municipal de la localidad de Paterna.
La acequia discurre paralela al río Turia y a la acequia de Tormos, dentro del Parque Natural del Turia, al sur de Paterna y norte de Cuart de Poblet, durante unos 2 kilómetros hasta llegar a la altura del moderno Azud del Repartiment. Desde aquí transcurre soterrada pasando bajo el enlace de las autovías V-30 con CV-30, para salir nuevamente por el extremo sur del término municipal de Paterna y poco a poco va separándose del viejo cauce del río hacia el norte hasta entrar ya en término municipal de la ciudad de Valencia, concretamente por la "Partida de Dalt" (Partida de Arriba) del antiguo poblado de Campanar, hoy incluido en el distrito de Campanar y en el barrio de Sant Pau (San Pablo).

### Brazo de Petra
La Acequia de Mestalla sigue dirección este, paralela prácticamente a la calle del Padre Barranco, pero, inmediatamente al entrar en esta "Partida de Dalt" de Campanar, pasa bajo el "Molino de la Zaidia" o "Molino Nuevo" justo antes de iniciar el primero de sus tres brazos principales: el Brazo de Petra (o acequia de Petra) hacia el sur, que se lleva un tercio de su cauce. Este brazo regaba las tierras más próximas al poblado de Campanar, su "Partida del Pouet" (hoy convertida en el nuevo barrio residencial "Nou Campanar"), parte norte de Les Tendetes y parte sur de Benicalap. 
Este brazo se redirige hacia el norte, zigzagueando alrededor de la calle de La Safor hasta bajar dirección sudeste por el sur de Benicalap, en concreto por la calle del Doctor Nicasio Benlloch hasta llegar a la avenida de Burjasot y hacer un giro de 90° en dirección noreste a la altura del "Huerto de la Esparanza", antes de llegar a la calle de Marchalenes. Desde aquí partía hacia el este el Brazo de Goleró que regaba la zona norte del barrio de Marchalenes, además de llegar a la zona de Morvedre, San Antonio y el sur de Orriols y San Lorenzo. 
El Brazo de Petra por su parte seguía dirección noreste entre Benicalap y Torrefiel, y en la actualidad puede verse al superar la Ronda Norte de Valencia entre el "Camino Viejo de Godella" y el "Camino de Moncada" y volviendo a la zona de huerta una vez fuera del núcleo urbano, concretamente a la huerta de Pueblo Nuevo. En esta zona encontramos la escasa huerta que todavía hoy riega el agua de la acequia de Mestalla, subdividiéndose en varios "brazos", "filas" y "rolls" como el de San Jerónimo que regaba Torrefiel y parte de Orriols, o el de Falcó por el "Camino de Moncada" y donde se encuentra aún hoy la Alquería de Falcó. El resto de subdivisiones siguen dirección norte superando incluso el núcleo urbano de la pedanía de Pueblo Nuevo, y en este lugar se encuentra en pie frente al "Camino de Moncada" el "Molino de Alters". Todas las divisiones de la acequia de Petra finalizan de una forma u otra en la nueva canalización del "Palmaret Baix" (Palmaret Bajo), moderna canalización de un antiguo paleobarranco que fue en el pasado reconvertido en canal para el riego y desagüe conocido como "Acequia de la Font de Carpesa" e integrado en la red de acequias de la comunidad de regantes de Rascaña, en las proximidades del límite de la ciudad de Valencia con la población de Tabernes Blanques.

## Trazado: continuación
Volviendo al cajero principal de la Acequia de Mestalla por la "Partida de Dalt" del barrio de Sant Pau (Campanar), entra en el núcleo urbano de la ciudad al llegar a la rotonda donde se cruzan la avenida del Maestro Rodrigo con la calle de La Safor, donde hoy se encuentra una gasolinera "BP". Discurre por la puerta del "Colegio Sagrada Familia" y zigzaguea por las calles de Carlos Ruano Llopis (Pintor), del Comtat y de Benifairó de les Valls hasta cruzar la avenida de las Cortes Valencianas y pasar por la parte sur del futuro estadio Nou Mestalla del Valencia CF. Justo aquí se encontraba el antiguo "Molino de la Marquesa" sobre la acequia de Mestalla, en la zona norte de Campanar y sur de Benicalap. El recorrido de la acequia cruzaba la avenida del General Avilés y bajaba dirección sur por la calle del Padre Ferris hasta llegar a la calle de Gregorio Gea, y justo aquí en su cruce con la avenida de Burjassot y el inicio de la calle de Málaga se encontraba la segunda partición más importante de todo el sistema hidráulico de la acequia de Mestalla puesto que la acequia se dividía en dos brazos que seguirán independientes hasta el final de sus recorridos. Son los brazos de Rambla y de Algirós.

### Brazo de Rambla
El Brazo de Rambla se iniciaba en este partidor de la calle de Málaga y discurría por dicha calle, cruzaba la actual avenida de la Constitución, junto al lado norte del hoy desaparecido Monasterio de la Zaidía, cruzaba la calle Sagunto y seguía por la calle de Santa Isabel, junto al Mercado de San Pedro Nolasco, y por la calle del Convento de Carmelitas hasta la calle Alboraya. 

#### Brazos de Rams y del Arquet
A esta altura parte otro importante brazo, el Brazo de Rams, en dirección sudeste atravesando los Jardines del Real (o de Viveros) y por los alrededores de la avenida de Blasco Ibáñez. Discurría por la calle Artes Gráficas y por el aparcamiento norte del estadio de Mestalla para volver a los alrededores de la avenida de Blasco Ibáñez y vuelve a subdividirse en un brazo que regaba las tierras que antiguamente ocupaban los actuales barrios de L'Amistat y de la Ciutat Jardí, que termina convirtiéndose en la acequia d'En Gash (o de Gas) bajo la actual avenida del Mediterráneo y que dividía el poblado del Cabanyal al norte del poblado del Canyamelar al sur. Mientras el brazo principal de Rams seguía por el sur de la plaza Xúquer, por el viejo camino del Cabanyal, por su cementerio y finalmente era conocida como la acequia de Los Ángeles al entrar al poblado del Cabanyal y pasar junto a la Iglesia de Nuestra Señora de Los Ángeles antes de llegar al mar. 
A la altura del cruce de la calle Artes Gráficas con la del Doctor Moliner partía el Brazo del Arquet hacia el noreste por la avenida de Blasco Ibáñez, la avenida de Cataluña, la calle de Albalat dels Tarongers, el Campus de Tarongers (Naranjos) de la Universidad de Valencia, y avenida de Tarongers hasta llegar a unos pocos campos que todavía hoy riegan con esta agua sus tierras al sur del barrio de la Malvarrosa (junto al "Hospital de Valencia al Mar") y al norte del Cabanyal (junto al nuevo tanatorio). Este brazo pasaba a denominarse acequia de la Cadena y finalizaba en el mar, dividiendo las playas de la Malvarrosa al norte y del Cabanyal (o Las Arenas) al sur. 

#### Brazo de Escamarda-Alegret
A la altura del "Colegio Villar Palasi", en los Jardines del Real (o de Viveros), del Brazo de Rambla partían otros tres brazos: Alegret, Les Files y Escamarda". 
El Brazo de Alegret discurría hacia el nordeste dirección al norte del poblado de Benimaclet llegando hasta el "Camino de Farinós". Discurre unos metros paralelo a este camino, pasando bajo la Ronda Norte de Valencia, hasta llegar a la "Acequia de Vera", que pertenece a Rascaña y marca el límite con la vecina población de Alboraya. 
El Brazo de Les Files disponía de varias filas, entre ellas una "fonda" y una "ampla", todas ellas en dirección este por el sur y el este de Benimaclet. La fila Fonda discurre paralela al "Camino de Vera" puesto que va hacia la ya mencionada "Acequia de Vera". La fila Ampla se adentra por la parte occidental del campus de la Universidad Politécnica de Valencia.
El Brazo de Escamarda discurre por las calles de Álvaro de Bazán, del Bachiller, cruza por el de la Guardia Civil y discurre una parte también junto al viejo "Camino de Vera" antes de cruzar la calle Clariano, la avenida de Tarongers y de nuevo por el centro y este del campus de la Universidad Politécnica de Valencia hasta llegar al mar y a la "Acequia de Vera"

### Brazo de Algirós
Este brazo es el que discurre más próximo al viejo cauce del río Turia y cuyos brazos desembocan bien el mismo río o en las proximidades del antiguo Grao de Valencia (Puerto de Valencia). Desde la calle de Málaga pasaba por el desaparecido Monasterio de la Zaidía, el Real Monasterio de la Trinidad (todavía hoy en la calle Alboraya) y por el desaparecido Palacio Real de Valencia, al sur de los Jardines del Real.
El cajero principal del Brazo de Algirós discurría unos metros al norte del río, y tras superar los Jardines del Real y los palacetes como el de Monforte, iba por la calle de Micer Mascó hasta llegar a la parte sur de lo que hoy es el Estadio de Mestalla del Valencia Club de Fútbol. Cuando se inauguró el estadio en 1923 los espectadores procedentes del centro de Valencia debían superar este brazo de Algirós de la Acequia de Mestalla para acceder al estadio, y de aquí quedó para el estadio el mismo nombre que el de la acequia. 
A partir de aquí se subdivide en varios brazos y rolls, como el Roll de L'Ulla por las calles de Caravaca y de Campoamor, el Roll de Algirós por las calles de Santos Justo y Pastor, Poeta Mas y Ros y Justo Vilar, el Brazo de Roca por la calle Rodríguez de Cepeda y por todo el barrio de Ayora hasta llegar a la calle de Francisco Cubells conocida como acequia del Riuet (riachuelo) dividiendo el Grao al sur del Canyamelar al norte, el Roll del Camí Vell del Grau que iba por la actual calle de las Islas Canarias en paralelo a la avenida del Puerto, y finalmente el Brazo de Carmona que iba mucho más cercano al río por la actual avenida de Baleares y el Camino de Penya-roja.

#### Brazo de los Molinos
Desde los Jardines del Real nace el Brazo de los Molinos, totalmente paralelo y pegado al río Turia y que daba servicio a diversos molinos y a jardines de palacetes como el del desaparecido Palacio de Ripalda o el de los Jardines de Monforte. Discurría también en paralelo por la parte interior del paseo de la Alameda hasta que finalmente desembocaba en el propio río a la altura hoy de L'Hemisfèric.